# Вільгельм Бергер (політик)
Вільге́льм Ге́нріх Бе́ргер (нім. Wilhelm Heinrich Börger; 14 лютого 1896, Ессен — 29 червня 1962, Гайдельберг) — німецький партійний (НСДАП) і державний діяч, бригадефюрер СС (30 січня 1939).

## Біографія
За фахом технік. Учасник Першої світової війни, солдат кайзерліхмаріне. У 1920/27 роках брав активну участь у націоналістичному русі. Член НСДАП (квиток № 150 841) та СС (посвідчення № 247 066). У вересні 1930 року обраний депутатом Рейхстагу. З 1932 року — земельний керівник Націонал-соціалістичної заводської організації. У червні 1933 року призначений керівником робіт у Рейнланді зі штаб-квартирою в Кельні. З вересня 1933 року — почесний прусський державний радник. З травня 1935 року — почесний професор Кельнського університету, член Адміністративної ради Імперської пошти, член Центрального правління Імперського банку, керівник Інституту німецького соціалізму Кельнського університету. З 1 жовтня 1938 року — міністерський директор Імперського міністерства праці. У системі СС значився у складі Головного управління раси та поселень.